# Carmide (dialogo)
Il Carmide (Χαρμίδης) è un dialogo platonico giovanile o aporetico, che non porta cioè ad una conclusione certa, ed areteico, cioè incentrato sulla virtù (areté), nella sua totalità o in parte; in questo caso si concentra sulla temperanza, o saggezza (sophrosyne). Quest'ultima nel mondo greco era intesa come una condizione di salute dell'intelletto, una particolare avvedutezza, ma non era da reputarsi una saggezza puramente intellettuale: era, piuttosto, l'avere il pieno controllo di sé stessi e delle proprie passioni, cosa possibile a chiunque. Platone nel Fedone la definirà infatti “virtù popolare”, tale cioè da poter essere presente in chiunque anche per istinto.

## Cornice del dialogo
Il dialogo, narrato in prima persona da Socrate, inizia col ritorno di quest'ultimo ad Atene, dopo la difficile battaglia di Potidea del 432 a.C. (di cui abbiamo maggiori notizie nel Simposio). Giunto nella palestra di Taurea, egli ritrova i propri amici fidati, tra cui Crizia (uno dei trenta tiranni che nel 404 a.C. rovescerà la democrazia ateniese per instaurare un regime oligarchico filospartano) e Cherefonte (a noi noto per la sua consultazione dell'oracolo delfico di cui si parla nell'Apologia di Socrate). Dopo che Socrate ha soddisfatto le curiosità degli amici al riguardo della battaglia, il discorso va spostandosi sui ragazzi cresciuti durante l'assenza di Socrate. Alla domanda se ce ne sia qualcuno bello quanto sapiente, tutti si trovano concordi nell'indicare in Carmide (appena sopravvenuto, col suo seguito d'ammiratori) il migliore dei giovani. Socrate, vedendolo, conviene al riguardo della bellezza esteriore, ma vuole verificare quella del suo animo: lo chiama perciò a sé, con la scusa (suggeritagli da Crizia) di essere un medico in grado di guarire i dolori di testa accusati dal giovane. Per far ciò dirà di aver imparato dai medici Traci l'uso di un'erba, che va però somministrata solo insieme a un incantesimo, quello dei discorsi che infondono la saggezza: se essa non è presente, a nulla serve l'erba. Poiché Carmide non sa se ne sia già in possesso o se debba ricorrere all'incantesimo, si presta all'esame di Socrate.

## La ricerca di una definizione per la saggezza
Il filosofo inizia: se Carmide possedesse la saggezza, dovrebbe essere in grado di dire cos'è. La prima definizione di Carmide è che la saggezza sia un «agire in ogni circostanza in modo pacato». Socrate, giocando con le parole, sostituisce il senso di “pacato” con “lentamente” e procede alla confutazione: fa ammettere a Carmide come la saggezza sia una cosa bella, e domanda se non sia più bello, ad esempio, scrivere o imparare rapidamente o lentamente; Poiché il ragazzo conviene che in questi casi la lentezza non sia bella (pertanto manca del requisito fondamentale per essere saggezza), Socrate conclude che la definizione debba essere errata.
La seconda definizione di Carmide è che «la saggezza sia una sorta di modestia, o pudore»: la confutazione di Socrate è qui ancora meno convincente, ma ha l'effetto voluto sul ragazzo: il filosofo si limita infatti a far riconoscere al suo interlocutore come i saggi siano anche uomini buoni, e come ciò che renda cattivi non sia bene, per poi citare Omero: «Il pudore non è bene per un uomo bisognoso». Quindi il pudore può essere sia bene (se non si ha bisogno) che non bene (nel caso opposto). Poiché la saggezza rende buoni, ed essere buoni è bene, non potrà essere pudore, poiché esso non è sempre bene.
La confutazione può essere riassunta con i seguenti passaggi:
1. Se qualcosa rende non buoni non è bene;
2. La saggezza rende sempre buoni, dunque:
3. La saggezza è sempre un bene;
4. Il pudore talvolta è un non bene;
5. Il pudore non può essere saggezza.

## Socrate contro Crizia
Carmide riporta quindi una definizione di saggezza appresa da Crizia. Essa consiste nel «fare ognuno le proprie cose». Socrate contesta la frase chiedendo se, agli occhi del ragazzo, chi compia un'abilità manuale (come tessere la stoffa) stia o meno facendo qualcosa; all'ovvia conferma ricevuta, giocando sull'ambiguità del genitivo greco “proprie” (può essere inteso sia come “di proprietà” sia come “di propria competenza”), Socrate fa notare come sarebbe mal amministrata una città immaginaria dove ognuno produca da sé le cose di cui ha bisogno, come mantelli e scarpe. Poiché la saggezza è bene, essa non può essere «farsi da soli le proprie cose». Dato che il significato è palesemente assurdo, Socrate ritiene che la frase fosse un enigma, e sia necessario capire cosa significhi “fare le proprie cose”. Interviene quindi Crizia in difesa della propria definizione: solo perché il ragazzo non sa spiegare la definizione, non vuol dire che questa non sia giusta.
Socrate incalza Crizia: possono essere saggi anche coloro che non producono solo le proprie cose, come la donna che tesse il suo vestito e quello del marito? Per Crizia niente lo impedisce: un conto è il produrre, un altro il fare. Egli si legittima citando quindi Esiodo, per il quale «l'opera non è mai fonte di vergogna»; secondo lui anche il poeta probabilmente distingueva tra il produrre e il fare, o operare: il produrre può, infatti, essere disdicevole se non si accompagna al bello, come nel caso dei pescivendoli e dei lavoratori dei bordelli, mentre l'operare in sé è un agire in maniera bella e vantaggiosa. Pertanto, «la saggezza è un operare bene, o fare le cose buone».
Secondo Socrate, però, questo comporta che si possa essere saggi senza sapere di esserlo: il medico che riporta la salute in un ammalato produce cose vantaggiose per sé come per colui che guarisce. Eppure il medico può agire vantaggiosamente anche senza saperlo, ad esempio somministrando il farmaco sbagliato (provocando quindi la morte) ad un uomo la cui vita non sarebbe stata degna di essere vissuta (lo stesso esempio si ritrova nel Lachete), sebbene gliel'avesse somministrato con l'intento di salvarlo. Avendo prodotto qualcosa di vantaggioso senza volerlo, il medico sarebbe pertanto stato saggio – operando cosa bella e vantaggiosa – senza averne coscienza. Conservando questa definizione cadrebbe quindi il requisito accettato da tutti, vale a dire che chi sia in possesso della saggezza debba saperlo.

## Crizia: “saggezza” è conoscere se stessi
Crizia preferisce ritrattare la sua conclusione ed ammettere l'errore piuttosto che accettare una simile conclusione, cioè che si possa essere saggi senza saperlo, senza perciò conoscere se stessi. Il conoscere se stessi (gnothi seauton, la celeberrima frase iscritta sul tempio d'Apollo a Delfi) diventa anzi la nuova definizione della saggezza che Crizia darà a Socrate. Crizia proverà anche a risolvere l'enigma del “conosci te stesso”: esso non era un consiglio, quanto un saluto. Nell'antica Grecia il saluto più classico era “sii lieto”. Poiché secondo Crizia conoscere sé stesso equivale all'essere saggio, il “conosci te stesso” poteva essere tradotto come “sii saggio”.
Socrate inizia la confutazione della definizione: se la saggezza è “conoscere qualcosa” deve essere una scienza. Pertanto “conoscere se stessi” si può tradurre come “scienza di se stessi”. Come la scienza medica produce la salute, e la scienza dell'architettura abitazioni, la saggezza in quanto scienza dovrebbe produrre qualcosa. Crizia, interrogato su cosa essa produca, rifiuta di rispondere. Secondo lui, la saggezza è un tipo di scienza diversa da quelle pratiche, e pertanto non può dare un prodotto definito, come la scienza del calcolo o della geometria non danno un prodotto simile a quello che è la casa per la scienza dell'architettura. Ma – incalza Socrate – della scienza del calcolo quantomeno sappiamo dire di cosa si occupi: essa si occupa del pari e del dispari, del loro valore numerico. La saggezza come scienza di che si occupa? Crizia rifugge la confutazione affermando che «la saggezza sia la sola scienza che si occupi di sé stessa e delle altre scienze», pertanto non sia paragonabile a nient'altro.
Secondo Socrate, però, poiché la scienza è una conoscenza, dovrà esserlo anche di una non conoscenza, ovvero dovrà riguardare anche l'ignoranza. Questo punto controverso si può intendere:
1. è grazie alla scienza della medicina che il medico sa quando gli è possibile curare un malato e quando sa di non saperlo fare, oppure;
2. è grazie alla scienza della medicina che il medico sa riconoscere chi non ne è in possesso.

## Esiste una “scienza della scienza”?
Poiché però la saggezza è conoscenza di sé stessi, oltre che delle altre scienze, dovrebbe essere anche conoscenza dell'ignoranza di sé stessi. Si viene perciò a creare un paradosso irrisolvibile secondo cui il saggio ha un sapere che gli consente di riconoscere di non aver sapere. Socrate porta l'esempio di una quantità: se essa è maggiore di un'altra, quest'altra sarà inevitabilmente minore; ma se le proprietà della prima quantità in questione potessero essere riflesse solo su di essa, se cioè fosse maggiore solo di sé stessa, dovrebbe essere anche minore di sé stessa, altrimenti non esisterebbe qualcosa di cui essa sia maggiore. E come per le quantità, così per altre doti, come la vista: se essa vedesse solo se stessa e le altre viste, e non il mondo, si dovrebbe assumere che la vista abbia delle proprietà visibili, come il colore. Crizia è invitato a dimostrare in che modo tutto questo sia possibile, e nel caso lo fosse, come possa essere vantaggioso, giacché s'è dato per scontato che la saggezza sia vantaggiosa.
Per amor di discussione, Socrate concede a Crizia l'esistenza di una scienza della scienza, in modo da farlo uscire dal silenzio in cui era sprofondato. Rimarrà però da spiegare come il possesso di una scienza simile possa far conoscere maggiormente se stessi: come scienza della scienza, infatti, potrà permettere di capire solo se qualcosa sia scienza o non lo sia, e non cosa si sappia. Per sapere cosa una persona sa, ad esempio se sa cosa è sano o cosa non lo è, avrà bisogno della scienza che si occupa di quell'oggetto, in questo caso la salute, e quindi della medicina. Con la scienza della scienza saprebbe solo se sa o se non sa, ma non cosa sa.
Se la saggezza fosse consapevolezza di cosa si sa e cosa non si sa, e consapevolezza di chi sa e chi non sa, sarebbe indubbiamente molto utile. Ma una volta concluso che riconoscere queste cose è possibile solo grazie alle altre scienze particolari, la saggezza così intesa si rivela nulla più di una scatola vuota, senza alcuna importanza. Socrate suggerisce che se proprio la saggezza deve essere definita come “scienza della scienza”, forse con questo termine si può semplicemente intendere “conoscenza dei processi conoscitivi”, ovvero capacità di apprendere più in fretta.

## Conclusione
Socrate si lascia andare ora ad una propria riflessione, ispirata dalla terza definizione di saggezza di Carmide: ovvero quella secondo cui la saggezza (che procura la felicità, è bene ricordarlo) consiste nel fare ognuno il proprio compito, vivendo secondo la scienza che gli è propria. Crizia viene costretto ad ammettere che la produzione delle scarpe, ad esempio, è una scienza; eppure possederla non dà felicità, e così accade anche per altre. Quando gli viene chiesto quale scienza, in definitiva, procuri la felicità, Crizia arriva alla conclusione che la sola effettivamente in grado di farlo sia la scienza del bene e del male.
La scienza del bene e del male non migliora le altre scienze in sé, ma migliora le nostre capacità di operare bene in queste, procurandoci vantaggio. Stranamente Socrate non l'adotta come definizione di saggezza, ma continua a muovere dalla definizione di Crizia “scienza delle scienze”.
Il dialogo si chiude nello sconforto generale: la saggezza trovata non apporta nessun vantaggio alla vita, pertanto è ovvio che i tre siano ben lontani dalla soluzione. Crizia prescrive a Carmide di frequentare Socrate, per migliorare se stesso, e qui il dialogo si chiude con un'ironia tetra per chi legge col senno di poi: Socrate chiede a Carmide se gli farà violenza, intendendo se egli voglia diventare suo discepolo anche contro la volontà di Socrate. Carmide risponde che così sarà, poiché è Crizia ad ordinarlo. È facile cogliere l'ironia, se si pensa che durante il regime dei trenta tiranni proprio Crizia ordinerà a Socrate di uccidere un democratico, e che la morte di Socrate sarà originata proprio dal suo rapporto col futuro tiranno.